# Insurrection bolchevique de Vinnytsia
L'insurrection bolchevique de Vinnytsia est un soulèvement armé des bolcheviks à Vinnytsia s'étant déroulé du 10 novembre au 12 novembre 1917 pendant la révolution d'Octobre.

## Déroulement
Le soulèvement précède une manifestation de soldats révolutionnaires de cantonnés à Vinnytsia, le 15e régiment d'infanterie de réserve. Le 5 novembre, ils organisent une manifestation de protestation contre l'ordre du commandement du front du Sud-Ouest de dissoudre le régiment.
Le même jour, à l'initiative des bolcheviks, des députés ouvriers et soldats soviétiques de Vinnytsia, un comité révolutionnaire (revkom) dirigé par un chef des bolcheviks locaux, Nikolaï Tarnogorodsky, est créé. Le revkom annonce tous les ordres des autorités locales invalides sans son accord. Le comité convient également de ne pas autoriser le départ vers les lignes de front du 15e régiment et d'autres formations à l'esprit révolutionnaire se trouvant à Vinnytsia, ainsi que d'interdire de sortir des armes des entrepôts militaires. Les formations punitives arrivant dans la ville lancent un ultimatum au Soviet de Vinnytsia : déporter le 15e régiment vers les lignes de front, sortir les armes des entrepôts pour le front et arrêter tous les bolcheviks. Le soviet rejeta ces demandes et leur proposa de quitter la ville.
Après les événements de Petrograd et de Kiev le 10 novembre, le soulèvement débute. Afin de réprimer cet événement, des membres de la Garde rouge et diverses formations militaires sont déployés (~ 6 000 soldats). Le 12 novembre, après de violents combats et en concentrant une grande force militaire, le commandement contre-révolutionnaire du front du Sud-Ouest force les rebelles à se retirer de la ville. Cependant, deux régiments du 2e corps de la Garde sont déployés depuis Jmerynka et chassent les contre-révolutionnaires de Vinnytsia. Le 17 novembre, un régime soviétique est établi dans la ville. Selon les encyclopédies soviétiques, la consolidation du régime soviétique à Vinnytsia a empêché le Conseil central d'Ukraine de désarmer astucieusement les formations révolutionnaires et d'occuper temporairement la ville.